# Gens Verginia
La gens Verginia o Virginia fue una familia prominente de la Antigua Roma, que desde un periodo temprano estuvo dividida en dos ramas, patricia y plebeya. La gens era de gran antigüedad, y frecuentemente llenó los honores más altos del estado durante los años tempranos de la República. El primero de la familia que obtuvo el consulado fue Ópiter Verginio Tricosto en 502 a. C., el séptimo año de la República. Los miembros plebeyos de la familia estuvieron también entre los primeros tribunos de la plebe.

## Origen de la gens
La ortografía del nomen Verginius o Virginius ha sido discutida desde tiempo antiguo; pero Verginius es la forma normalmente encontrada en manuscritos e inscripciones. Los escritores modernos parecen favorecer Virginius, quizás por analogía a virgo (virgen). Un caso similar sucede con el nomen Vergilius, el cual en tiempo moderno se deletrea a menudo Virgilius.

## Praenomina utilizadas por la gens
Los primeros Verginii favorecieron los praenomina Opiter, Proculus, Titus, Aulus, Lucius, y Spurius. En tiempo posterior utilizaron principalmente Lucius, Aulus y Titus.

## Ramas y cognomina de la gens
Todos los patricios Verginii llevaban el cognomen Tricostus, pero estuvieron divididos en varias familias con los apellidos de Caeliomontanus, Esquilinus, y Rutilus, respectivamente. Los apellidos Caeliomontanus y Esquilinus presumiblemente derivan de las colinas Celio y Esquilino, donde estas familias probablemente vivieron. Rutilus es derivado de un adjetivo latino, significando "rojizo," y fue probablemente adquirido porque algunos Verginii tendrían cabello rojo. El general Lucio Verginio Rufo, que vivió en el siglo I d. C., puede haber obtenido su cognomen por la misma razón. A pesar de que los plebeyos Verginii son también mencionados en un periodo temprano, ninguno de ellos tuvo ningún cognomen. Bajo el Imperio hay Verginii con otros apellidos.